# خاک فسیلی

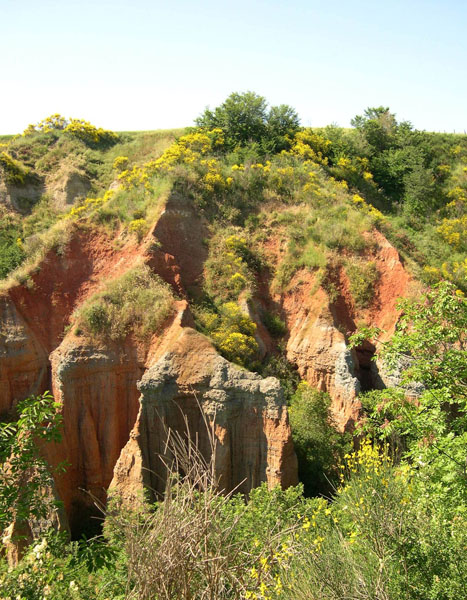
ردیف‌هایی ازخاک‌های فسیلی در توسکانی ایتالیا

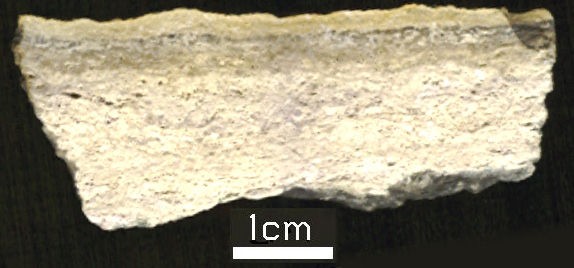
بخش در معرض فرسایش یک پالئوسول (خاک فسیلی) از اقیانوس اطلس، جزیره سان سالوادور، باهاما، که نشانگر اوج دوران پلیستوسن و تشکیل ساحل گروتو (سنگ آهک) است.

خاک فسیلی یا پالئوسول (به انگلیسی: Paleosol)، در علوم زمین، می‌تواند برای دو مفهوم به‌کار رفته باشد. معنای اول؛ که در زمین‌شناسی و دیرینه‌شناسی به معنی مشترکی به‌کار رفته، به یک خاک پیشین که با مدفون شدن در زیر رسوب‌ها (آبرفت یا بادرفت) یا رسوب آتشفشانی (خاکستر آتشفشانی) نگهداری شده‌است، اشاره دارد؛ که در مورد رسوب‌های قدیمی‌تر، به سنگ تبدیل شده‌اند. در زمین‌شناسی کواترنری، رسوب‌شناسی، دیرینه‌شناسی، و زمین‌شناسی به‌طور کلی، این یک روش معمول و پذیرفته شده‌ای است که از اصطلاح «خاک فسیل» برای تعیین چنین «خاک‌های فسیلی» که در داخل رسوب‌های رسوبی و آتشفشانی دفن شده در تمام قاره‌ها در معرض نمایش گذاشته شده‌است، همان گونه که توسط Retallack (2001)، Kraus (1999)، و، و نیز سایر مقاله‌ها و کتاب‌های علمی منتشرشده نشان داده شده‌است.
در علوم خاک،خاک فسیلی خاک‌هایی هستند که از مدت‌ها پیش شکل گرفته‌اند و هیچ رابطه‌ای میان ویژگی‌های شیمیایی و فیزیکی آنها با آب و هوا و پوشش گیاهی امروزی وجود ندارد. چنین خاک‌هایی بر روی کراتون‌های قاره‌ای بسیار قدیمی و به عنوان مکان‌های پراکنده و کوچکی در جوار سنگ‌های باستانی شکل می‌گیرند.

## ویژگی‌ها
به دلیل دگرگونی‌های آب و هوایی زمین در طی پنجاه میلیون سال گذشته، خاک‌هایی که در زیر جنگل‌های بارانی گرمسیری (یا حتی ساوانا) شکل گرفته، در معرض اقلیمی به‌طور فزاینده و بایر قرار داشته‌اند؛ که این باعث می‌شود اکسیزول‌های قبلی، فراسول‌ها یا حتی الفی‌سول‌ها در رویارویی با پوستهٔ بسیار سخت در حال تشکیل شدن، به گونه‌ای خشکیده شوند.  گستردگی این فرایند در بیشتر مناطق استرالیا به حدی بوده که توسعهٔ خاک را محدود کرده؛ خاک سابق به‌طور مؤثری مادهٔ اصلی برای خاک جدید است، اما بسیار غیر محتمل است که یک خاک بسیار ضعیف توسعه نیافته بتواند در آن آب و هوای خشک روز، بخصوص در دوره‌های یخبندان در کواترنری که خیلی خشک‌تر بوده، به توسعهٔ خود ادامه دهد.